# Twenty One Pilots
Twenty One Pilots (Eigenschreibweise: twenty one pilots, twenty øne piløts, twenty | one | pilots oder TWENTY ØNE PILØTS, Abkürzung: TØP) ist ein US-amerikanisches Musiker-Duo aus Columbus, Ohio.

## Geschichte
Die Band wurde 2009 gegründet und besteht heute aus Tyler Joseph und Josh Dun. Frühere Mitglieder waren Nick Thomas (Bass, Klavier, Keyboard; Gesang) und Chris Salih (Schlagzeug).
Twenty One Pilots veröffentlichten die Alben Twenty One Pilots (2009) und Regional at Best (2011), bevor sie 2012 einen Vertrag vom Plattenlabel Fueled by Ramen erhielten, das auch für den Erfolg von Bands wie Panic! at the Disco und Paramore verantwortlich ist. Ihr drittes Studioalbum Vessel wurde 2013 veröffentlicht.
Mit ihrem vierten Album, Blurryface, das im Mai 2015 veröffentlicht wurde, gelang dem Duo der internationale Durchbruch. Es stieg in die deutschen, österreichischen, schweizerischen und britischen Charts ein. In den USA erreichte das Album mit knapp 150.000 verkauften Tonträgern Platz eins in den Albumcharts. Das Album erhielt Ende 2019 eine Auszeichnung als erfolgreichstes Rockalbum des Jahrzehnts 2010er.
Im Juni 2016 veröffentlichten sie den Song Heathens, der einer ihrer größten kommerziellen Erfolge und als Soundtrack zum Film Suicide Squad genutzt wurde. Im Oktober 2018 erschien ihr fünftes Album Trench, das 14 Stücke enthält.
Für den Song Stressed Out wurde Twenty One Pilots bei den Grammy Awards 2017 für die Beste Popdarbietung eines Duos / einer Gruppe ausgezeichnet. 2017 waren sie außerdem bei den Billboard Music Awards nominiert und gewannen diese in den Kategorien Bester Rocksong, Bester Rockkünstler, Beste(s) Duo/Gruppe, Top Radio Songs Artist sowie Billboard Music Chart Achievement.
Während der COVID-19-Pandemie veröffentlichte die Gruppe den Song Level of Concern, der während der Selbstisolation der beiden Musiker geschrieben wurde. Der Song behandelt unter anderem die Pandemie und sollte „Hoffnung während dieser schweren Zeit verbreiten“. Das sechste Studioalbum ist im Mai 2021 erschienen und trägt den Titel Scaled and Icy. Die erste Single Shy Away erschien samt Musikvideo im April 2021. Im Dezember 2021, ein Jahr nach seiner Veröffentlichung, veröffentlichte das Duo ein Musikvideo zum Song Christmas Saves the Year.
Zusammen mit Jason Zada veranstaltet das Duo im Mai 2022 in Kinos das Filmevent Twenty One Pilots - Cinema Experience. Als Grundlage dient das Livestream-Event aus dem Jahr 2021 Twenty One Pilots - Livestream Experience. Im Juni 2022 trat das Duo bei MTV Unplugged auf und präsentierte neue Versionen ihrer Songs.
Das Duo veröffentlichte in Zusammenarbeit mit der Netflix-Serie Stranger Things im Juli 2022 ein Live-Performance-Video, in dem sie einen Mashup aus dem Titelsong der Serie und ihrer Single Heathens von 2016 aufführten. Im Januar 2023 wurde das Album Vessel aus dem Jahr 2013 als limitiertes Vinyl-Boxset neu aufgelegt, begleitet von einem YouTube-Livestream, der sein zehnjähriges Jubiläum feierte. Der Livestream wurde in Partnerschaft mit der Make-A-Wish-Foundation veranstaltet und diente gleichzeitig als Spendenaktion für die gemeinnützige Organisation.
Die Band veröffentlichte im November 2023 ein 10-stündiges Video, auf dem ihr Maskottchen Ned zu sehen ist. Ned, der erstmals im Musikvideo Chlorine aus dem Album Trench auftrat, schläft in einem Sessel vor einem Feuer, während im Hintergrund Neuinterpretationen einiger ihrer erfolgreichsten Songs laufen.
Ab Februar 2024 erschienen die ersten Single-Auskopplungen Overcompensate, Next Semester, Backslide und The Craving (Single Version) aus dem siebten Studioalbum Clancy, das am 24. Mai 2024 veröffentlicht wurde.
Am 30. April 2024 kündigte die Band über ihre Social-Media-Kanäle an, dass im Metropol in Berlin ein Konzert stattfinden wird. Dieses Konzert ist der zweite Live-Auftritt der Band nach der Veröffentlichung ihrer ersten drei Singles des Albums Clancy. Fünf Tage zuvor fand das Debüt-Konzert "An Evening with Twenty One Pilots" in New York City statt. Die Band kommt 2025 für vier Konzerte in Hamburg, Berlin, München und Köln zurück.
In der im November 2024 veröffentlichten zweiten Staffel der League of Legends Netflix-Serie Arcane kommen sie mit ihrer neuen Single The Line vor.
Am 21. Mai 2025 kündigte die Band über ihre Social-Media-Kanäle an, dass ihr nächstes Album "Breach" im September 2025 erscheinen wird.

## Fanbase

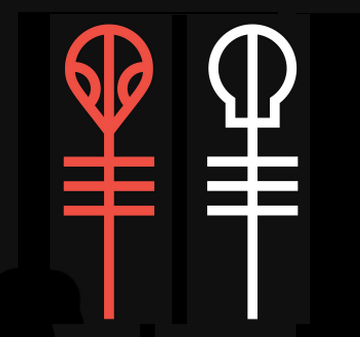
Skeleton Clique Logo

Die Fangemeinschaft der Band wird als Skeleton Clique bezeichnet. Ihr Logo besteht aus zwei langen Linien mit drei kurzen, die die langen überlappen. Die linke Figur hat einen alienartigen Kopf (diese Figur soll für Josh Dun stehen), die rechte einen skelettartigen Kopf (diese Figur soll für Tyler Joseph stehen).

## Diskografie
Studioalben

| Jahr | Titel Musiklabel               | Höchstplatzierung, Gesamtwochen, AuszeichnungChartplatzierungen (Jahr, Titel, Musiklabel, Platzierungen, Wochen, Auszeichnungen, Anmerkungen) | Höchstplatzierung, Gesamtwochen, AuszeichnungChartplatzierungen (Jahr, Titel, Musiklabel, Platzierungen, Wochen, Auszeichnungen, Anmerkungen) | Höchstplatzierung, Gesamtwochen, AuszeichnungChartplatzierungen (Jahr, Titel, Musiklabel, Platzierungen, Wochen, Auszeichnungen, Anmerkungen) | Höchstplatzierung, Gesamtwochen, AuszeichnungChartplatzierungen (Jahr, Titel, Musiklabel, Platzierungen, Wochen, Auszeichnungen, Anmerkungen) | Höchstplatzierung, Gesamtwochen, AuszeichnungChartplatzierungen (Jahr, Titel, Musiklabel, Platzierungen, Wochen, Auszeichnungen, Anmerkungen) | Anmerkungen                                                 |
| Jahr | Titel Musiklabel               | DE | AT | CH | UK | US | Anmerkungen                                                 |
| ---- | ------------------------------ | --- | --- | --- | --- | --- | ----------------------------------------------------------- |
| 2009 | Twenty One Pilots Selbstverlag | — | — | — | — | US139 (15 Wo.)US | Erstveröffentlichung: 29. Dezember 2009                     |
| 2011 | Regional at Best Selbstverlag  | — | — | — | — | — | Erstveröffentlichung: 8. Juli 2011                          |
| 2013 | Vessel Fueled by Ramen         | — | — | — | UK39 Platin · (55 Wo.)UK | US21 ×2Doppelplatin · (167 Wo.)US | Erstveröffentlichung: 8. Januar 2013 Verkäufe: + 2.440.000  |
| 2015 | Blurryface Fueled by Ramen     | DE27 Platin · (… Wo.)DE | AT12 Platin · (55 Wo.)AT | CH22 Platin · (67 Wo.)CH | UK5 ×2Doppelplatin · (120 Wo.)UK | US1 ×6Sechsfachplatin · (343 Wo.)US | Erstveröffentlichung: 17. Mai 2015 Verkäufe: + 7.875.000    |
| 2018 | Trench Fueled by Ramen         | DE4 (13 Wo.)DE | AT3 Gold · (19 Wo.)AT | CH4 (19 Wo.)CH | UK2 Gold · (30 Wo.)UK | US2 Platin · (64 Wo.)US | Erstveröffentlichung: 5. Oktober 2018 Verkäufe: + 1.412.500 |
| 2021 | Scaled and Icy Fueled by Ramen | DE6 (6 Wo.)DE | AT4 (8 Wo.)AT | CH4 (7 Wo.)CH | UK3 Silber · (6 Wo.)UK | US3 Gold · (14 Wo.)US | Erstveröffentlichung: 21. Mai 2021 Verkäufe: + 620.000      |
| 2024 | Clancy Fueled by Ramen         | DE1 (4 Wo.)DE | AT2 (10 Wo.)AT | CH5 (4 Wo.)CH | UK2 Silber · (5 Wo.)UK | US3 (7 Wo.)US | Erstveröffentlichung: 24. Mai 2024 Verkäufe: + 60.000       |

## Belege
1. ↑  iTunes Music Twenty One Pilots. Abgerufen am 14. April 2014 (englisch).
2. ↑  Twenty One Pilots Laut.de Biographie. Abgerufen am 14. April 2014.
3. ↑  Vessel Albumkritik auf Laut.de. Abgerufen am 14. April 2014 (englisch).
4. ↑  Tyler Sharp: twenty one pilots debut at No. 1 with ‘Blurryface’ (Memento vom 29. Mai 2015 im Internet Archive), Alternative Press
5. ↑  Twenty One Pilots: "Blurryface" erreicht neuen Streaming-Meilenstein. In: MoreCore. 21. März 2020, abgerufen am 19. Juni 2020.
6. ↑  Twenty One Pilots - Shy Away (Official Video) auf YouTube, 7. April 2021 (englisch).
7. ↑  Twenty One Pilots Cinema Experience. Abgerufen am 8. April 2022 (englisch).
8. ↑  Live bei: Twenty One Pilots „Livestream Experience“ (21.05.2021). In: MoreCore.de. 29. Mai 2021, abgerufen am 8. April 2022 (deutsch).
9. ↑  Hier das komplette "MTV Unplugged"-Konzert von Twenty One Pilots ansehen. In: Warnermusic. 10. Juni 2022, abgerufen am 13. Januar 2024.
10. ↑  "Stranger Things“ - Hommage von Twenty One Pilots. In: Warnermusic. 27. Juli 2022, abgerufen am 13. Januar 2024.
11. ↑  10 Jahre "Vessel": Twenty One Pilots feiern mit einem Limited Edition Boxset. In: Warnermusic. 10. Januar 2023, abgerufen am 13. Januar 2024.
12. ↑  Listen to 10 hours’ worth of “cosy” new twenty one pilots mixes. In: Kerrang. 23. November 2023, abgerufen am 13. Januar 2024 (englisch).
13. ↑  An evening with Twenty One Pilots. In: Instagram. Abgerufen am 9. Mai 2024.
14. ↑  An evening with Twenty One Pilots. In: Instagram. Abgerufen am 9. Mai 2024.
15. ↑  Niclas Köster: Twenty One Pilots kommen 2025 zurück nach Deutschland. In: Ticketmaster BLOG. 27. März 2024, abgerufen am 9. Mai 2024.
16. ↑  Ali Shutler: Twenty One Pilots share gorgeous new track ‘The Line’ from ‘Arcane’ soundtrack. In: NME. 22. November 2024, abgerufen am 25. November 2024 (englisch).
17. ↑  Breach. In: twentyonepilots.com. Abgerufen am 21. Mai 2025 (englisch).